# Speziesismus
Speziesismus (aus Spezies (=Art) und -ismus) bezeichnet die moralische Diskriminierung von Lebewesen ausschließlich aufgrund ihrer Artzugehörigkeit. Dies schließt ein, dass das Leben oder das Leid eines Individuums nicht oder weniger stark berücksichtigt wird, weil es nicht einer bestimmten Spezies, in der Regel der Spezies Mensch (Homo sapiens), angehört. Die Bezeichnung wurde erstmals 1970 von dem britischen Psychologen Richard Ryder in einem Flugblatt verwendet, um einen aus dem Anthropozentrismus abgeleiteten Art- oder Speziesegoismus oder -zentrismus auszudrücken und gegen Tierversuche zu argumentieren. Auch der umstrittene australische Philosoph Peter Singer hat in seinen Werken den Speziesismus kritisiert und plädiert für die Ausweitung des Gleichheitsprinzips auf tierische Wesen.
Speziesismus hat als theoretische Konzeption insbesondere in einen Teil der Tierrechtsbewegung und in die Tierethik Eingang gefunden. Auch im naturwissenschaftlichen Bereich findet der Begriff vereinzelt Verwendung. Beispielsweise beruft sich der Evolutionsbiologe Richard Dawkins auf das Konzept. Die ausgesprochenen Gegner des Speziesismus bezeichnen sich selbst als Antispeziesisten.

## Einführung
Die Kategorisierung der Lebewesen in Arten erfolgt nach Ansicht der Antispeziesisten durch willkürliche Kriterien. Dazu gehöre insbesondere die Abgrenzung des Menschen vom restlichen Tierreich. Vor allem der Mensch-Tier-Dualismus, welcher dem „Menschen“ alle anderen „Tiere“ gegenüberstellt und eine unüberwindbare Kluft zwischen diesen beiden Polen proklamiert, wird als Konstrukt, das die Ausbeutung von Tieren legitimiert, angegriffen. Um zu betonen, dass der Mensch auch eine tierische Spezies ist, wird in Abgrenzung häufig der Ausdruck nichtmenschliche Tiere verwendet.
Der Legitimierung, Erhaltung und Förderung dieser Ausbeutung liegen laut Sozialpsychologin Melanie Joy Mechanismen zugrunde, die auf einem unsichtbaren gesellschaftlichen Konstrukt basieren, das sie Karnismus nennt. Der Begriff wird teilweise fälschlich als konkurrierendes oder alternatives Definitionsmodell verstanden und dahingehend als verwirrend kritisiert. Der Begriff benennt jedoch vielmehr den ideologischen Rahmen, der die speziesistischen Handlungen ermöglicht und aufrechterhält.
Als eine Konsequenz der Ablehnung des Speziesismus wird der Veganismus betrachtet.
Benutzt wird der Begriff auch von Anhängern der Tierrechts- oder Tierbefreiungsbewegung, vor allem, um den Umgang der Gesellschaft mit sog. „Nutztieren“ zu kritisieren, aber auch, um etwa Tierschützern vorzuwerfen, dass sie einige Tierarten bevorzugt behandelten und andere Arten für Nahrungs- und Materialgewinnung ausbeuteten (kulturell bedingt ist beispielsweise die Tötung und der Verzehr von Schweinen und Rindern in der westlichen Welt weitgehend akzeptiert. Das Töten von Hunden und Katzen und der Verzehr von Katzen- oder Hundefleisch wird jedoch abgelehnt und für illegal erklärt).

## Definition nach Peter Singer
Kern des Gleichheitsprinzips ist dem australischen Philosophen Peter Singer zufolge, „daß wir in unseren moralischen Überlegungen den ähnlichen Interessen all derer, die von unseren Handlungen betroffen sind, gleiches Gewicht geben“. Gleichheit versteht Singer nicht als deskriptive Gleichheit von Zuständen, sondern als präskriptive Norm zur gegenseitigen Behandlung. Dieses Gleichheitsprinzip dürfen wir nach Singer nun aber nicht auf den Umgang mit unseren Mitmenschen beschränken. Vielmehr betont er, „daß wir, wenn wir das Prinzip der Gleichheit als eine vernünftige moralische Basis für unsere Beziehungen zu den Mitgliedern unserer Gattung akzeptiert haben, auch verpflichtet sind, es als eine vernünftige moralische Basis für unsere Beziehungen zu denen außerhalb unserer Gattung anzuerkennen.“ So wenig wir berechtigt seien, die vorhandenen Interessen von Wesen deshalb geringer zu schätzen, weil sie zu einer anderen „Rasse“ oder zu einem anderen Geschlecht gehören, so wenig seien wir berechtigt, die vorhandenen Interessen von Wesen deshalb geringer zu schätzen, weil sie zu einer anderen biologischen Gattung gehören.
Rassismus und Sexismus sind nach Singer Verstöße gegen das Gleichheitsprinzip, weil Rassisten und Sexisten die Interessen bestimmter Menschen einfach deshalb weniger ernst nehmen, weil diesen eine andere „Rasse“ oder ein anderes Geschlecht zugeschrieben wird. In Analogie zu Rassismus und Sexismus spricht Singer von Speziesismus – wenn Lebewesen nicht aufgrund ihrer Rassen- oder Geschlechtszugehörigkeit diskriminiert werden, sondern aufgrund ihrer Artzugehörigkeit, also aufgrund der biologischen Spezies, der sie angehören:

„Speziesismus […] ist ein Vorurteil oder eine Haltung der Voreingenommenheit zugunsten der Interessen der Mitglieder der eigenen Spezies und gegen die Interessen der Mitglieder anderer Spezies.“

## Begriff in der antispeziesistischen Tierbefreiungsbewegung
Für die politische Tierbefreiungsbewegung ist Speziesismus jene Ideologie, durch welche „die Ausbeutung der Tiere in der menschlichen Gesellschaft ideologisch gerechtfertigt und verschleiert“ wird. Matthias Rude, Autor des Buches Antispeziesismus. Die Befreiung von Mensch und Tier in der Tierrechtsbewegung und der Linken, schreibt, obwohl die Entwicklung der Produktivkräfte „inzwischen einen Stand erreicht hat, der es ohne Weiteres ermöglichen würde, auf die traditionell in der westlichen Kultur verankerte Tierausbeutung und das damit verbundene Leid zu verzichten, wird sie fortgesetzt. Gerechtfertigt wird das obsolet gewordene Ausbeutungsverhältnis mit speziesistischer Ideologie.“
Die politische Tierbefreiungsbewegung verwirft moralphilosophische Ansichten wie jene Singers als „metaphysisch“ und fordert stattdessen eine historisch-materialistische Betrachtung des Mensch-Tier-Verhältnisses, die unvereinbar sei mit moralphilosophischen Ansätzen, die davon ausgehen, es handle sich beim Speziesismus um ein moralisches Vorurteil, welches bestimmte Handlungen hervorbringe. Das Gegenteil sei der Fall: „Wir beuten Tiere nicht aus, weil wir sie für niedriger halten, sondern wir halten Tiere für niedriger, weil wir sie ausbeuten.“
Statt auf moderne Autoren wie Singer oder Kaplan greift die politische Tierbefreiungsbewegung auf genuin linke Theorietraditionen zurück; hier ist vor allem die Kritische Theorie zu nennen, aber auch etwa auf Leonard Nelson und den Internationalen Sozialistischen Kampfbund oder auf Rosa Luxemburg wird Bezug genommen.
2007 erschien mit dem von Susann Witt-Stahl herausgegebenen Buch Das steinerne Herz der Unendlichkeit erweichen (siehe „Literatur“) eine Aufsatzsammlung mit Beiträgen „zu einer kritischen Theorie für die Befreiung der Tiere“ von Autoren wie etwa Moshe Zuckermann und Colin Goldner.
Die politische Tierbefreiungsbewegung sieht sich als soziale Bewegung innerhalb der Linken, die fordert, das traditionelle linke Solidaritätskonzept um den Komplex umfassender Leiderfahrung zu erweitern: Die Solidarität mit den Tieren solle endlich integrales Element sozialistischer Programmatik und Praxis werden. Die Bewegung kämpft also gegen Tierausbeutung, ohne dabei die Befreiung der Menschen aus dem Auge zu verlieren, und übt damit eine umfassende „Solidarität mit den quälbaren Körpern“ (Theodor W. Adorno). Adorno bezeichnete den kapitalistischen Gesellschaftsbau 1963 als eine große „Aktiengesellschaft zur Ausbeutung der Natur“, Max Horkheimer sprach 1934 von einem „Haus, dessen Keller ein Schlachthof“ ist. In seiner Rezension des Buches „Antispeziesismus“ von Matthias Rude schreibt Christian Stache: „Die Kritik des Speziesismus und der politische Kampf für die Befreiung der Tiere aus ihrem Joch im Keller unseres Gesellschaftsbaus ist der Kern des antispeziesistischen Projekts.“
Ab den 2000er Jahren definierten sich zahlreiche Gruppen der deutschen Tierrechtsbewegung als „Antispe-Gruppen“. Anhänger des Antispeziesismus stehen im Verdacht, im Namen ihrer Ideologie auch politisch motivierte Straftaten zu verüben. Der 2019 veröffentlichte Bericht des Verfassungsschutzes Nordrhein-Westfalen erwähnt als Beispiel für „weitere Aktionen und Straftaten“ der Besetzer des Hambacher Forstes „in anderen links-extremistischen Themenfeldern“ den „Themenbereich Antispeziesismus“: „Während mit dem Begriff generell der Protest gegen die Diskriminierung aufgrund der Zugehörigkeit zu einer biologischen Spezies gemeint ist, fokussierten sich die Besetzer im Wesentlichen auf die Begehung von Straftaten zum Nachteil von Jagdausübungsberechtigten.“ Als antispeziesistisch motiviert vermutet der Verfassungsschutzbericht darüber hinaus die Besetzung eines Schlachthofes in Düren sowie die schwere Brandstiftung auf dem Gelände eines Hundesportvereins in Kerpen im Mai 2019.
2012 stellte Christian Hiebaum, Professor für Rechts- und Sozialphilosophie sowie Rechtssoziologie an der Universität Graz, fest: „Wer die bloße Zugehörigkeit zur Gattung homo sapiens als moralisch signifikant betrachtet, der gilt seit einiger Zeit als ‚Speziesist‘. Für gewöhnlich wird diese Bezeichnung pejorativ gebraucht. Der Speziesismus ähnelt nach Auffassung seiner Gegner nämlich strukturell dem Rassismus und Sexismus. Wie Rassisten und Sexisten würden Speziesisten den moralischen Status eines Lebewesens von einer im Prinzip moralisch irrelevanten Gruppenzugehörigkeit abhängig machen.“

## Speziesismus und Sprache
Ähnlich den feministischen Versuchen, eine geschlechterneutrale Sprache etwa unter Verzicht auf generische Maskulina zu etablieren, verweisen manche Antispeziesisten darauf, dass die allgemeine Sprache speziesistisch sei, und propagieren einen nicht-speziesistischen Sprachgebrauch.
Als Beispiel speziesistischer Sprache wird etwa die Abwertung von Tieren im Zuge der Beschimpfung anderer Menschen als „dumme Kuh“, „blöde Ziege“ oder „faule Sau“ angeführt oder die Tatsache, dass etwas als „affig“ bezeichnet wird. Zudem wird kritisiert, dass auch dort, wo sich Menschen nicht von den übrigen Tieren unterscheiden, also sachlich die gleichen Vorgänge oder Zustände vorlägen, sprachliche Unterschiede gemacht werden, wenn etwa von „essen“ versus „fressen“, „sterben“ versus „verenden“ oder „gebären“ versus „werfen“ die Rede sei. Auch das Einschreiben des Nutzens für den Menschen in Begriffen wie „Nutztiere“, „Legehennen“ oder „Haustiere“ wird als speziesistisch bezeichnet.
Zu den Forderungen im Zuge eines antispeziesistischen Sprachgebrauchs zählt die Verwendung des Begriffs „nichtmenschliche Tiere“, um zu betonen, dass der Mensch auch eines von vielen Tieren sei. In diesem Sinne kritisiert auch der Philosoph Jacques Derrida die verallgemeinernde Verwendung des Tierbegriffs im Singular. Durch die Rede von „dem Tier“ als Gegenüberstellung zum Menschen werde die Vielfalt tierischen Lebens verdeckt, da eine Spezies „Tier“ nicht existiere. Erica Fudge erkennt zwar Derridas Hinweis auf das homogenisierende Potential in dem Begriff „Tier“ an, schlägt aber dennoch eine Verteidigung vor. Der Begriff von „dem Tier“ könne Menschen dazu zwingen, die Gewalt gegenüber manchen und Zuneigung gegenüber anderen Wesen, die alle unter denselben Begriff „Tier“ fallen, als willkürlich und widersprüchlich zu erkennen.
Zuweilen wird auch kritisiert, dem Begriff „tierisch“ hafte eine abwertende Konnotation an. Aus diesem Grunde soll stattdessen die Bezeichnung „tierlich“ verwendet werden.

## Kontroversen

### Speziesismus unter Tieren und in Jäger- und Sammlergesellschaften
Der Vorwurf des Speziesismus wird nur gegen Menschen erhoben. Anderen Tieren, die sich omnivor ernähren, wird nicht vorgeworfen, speziesistisch zu handeln. Es ist nicht möglich, einem Hai oder Löwen die karnivore Ernährungsweise vorzuhalten. Daher wird dem Konzept des Speziesismus häufig der Vorwurf einer Doppelmoral gemacht: Menschen sollen einerseits Rechte von Tieren nicht verletzen, einige andere Tierarten werden andererseits als Raubtiere gemeinhin geduldet.
Tom Regan führt hiergegen eine Unterscheidung zwischen moralisch Handelnden (Moral Agents) und moralisch Behandelten (Moral Patients) an. Leonard Nelson argumentierte in seinen ethischen Überlegungen mit einer ähnlichen Aufteilung. Er unterschied Subjekte von Rechten und Subjekte von Pflichten. Um ein Subjekt von Rechten zu sein, genüge es laut Nelson, Interessen zu besitzen. Subjekte von Pflichten könnten dagegen nur vernünftige Wesen sein, die über das notwendige Bewusstsein verfügen. So könne ein Lebewesen ein Subjekt von Rechten sein, ohne zugleich ein Subjekt von Pflichten sein zu müssen.
Peter Singer argumentiert, dass im Unterschied zu vielen Tieren die meisten Menschen ihre Ernährung hinreichend frei wählen und oft tierisches Leid vermeiden könnten. Ob oder wie eventuelle Tierrechtsverletzungen unter Tieren einen Eingriff erfordern, ist unter vielen Tierrechtlern eine offene Frage, die im Allgemeinen (intuitiv) verneint wird.
Der linke Antispeziesismus betont, wenn er historisch-materialistisch argumentiert, dass Speziesismus eine Ideologie bezeichnet, die kennzeichnend für eine bestimmte Phase der bürgerlichen Gesellschaft ist und nicht auf frühere Zeiten zurück- oder in andere Gesellschaftsformen hineinprojiziert werden sollte. Was wir heute unter speziesistischer Ideologie verstehen, sei erst mit der bürgerlichen Aufklärung entstanden und setze bestimmte mit ihr verbundene Ideen wie etwa die der Freiheit des Individuums voraus. Indigene Jäger-und-Sammler-Kulturen sowie Tiere könnten deshalb nicht des Speziesismus bezichtigt werden.

### Kritik an der Gleichsetzung mit anderen -ismen
Der Theologe Ulrich H. J. Körtner argumentiert, eine ethische Gleichsetzung des Speziesismus mit Rassismus oder anderen Chauvinismen sei grundsätzlich falsch, weil der Mensch sich durch moralische Einsicht von nichtmenschlichen Tieren auszeichne. Die Verantwortung für den Mitmenschen entspringe dieser Tatsache. Man könne den Speziesismus mit dem Argument der Gleichbehandlung analog beliebig ausweiten, da sich keine feste Grenze zwischen belebter und unbelebter Natur aufzeichnen ließe. Es werde verständlich, dass eine Ethik somit auf mehr als formalen, utilitaristischen Prinzipien (gleiche Berücksichtigung von Interessen) fußen müsse, um überhaupt bedeutend sein zu können.
Dass diese Auszeichnung des Menschen tatsächlich eine anthropologische Universalie sei, wird bestritten. Eine (nicht notwendigerweise antispeziesistische) Gruppe von Anthropologen vertritt die Ansicht, dass Grenzkriterien zwischen menschlichen und nichtmenschlichen Tieren entweder nicht anthropologisch universal gelten oder zumindest für einige nichtmenschliche Tiere auch griffen.
Ferner wird eingewandt, dass eine gleiche Berücksichtigung von Interessen keineswegs eine Gleichheit von Interessen impliziert: Gegenständen und Pflanzen werden keine Interessen im Sinne von Wohlbefinden zugesprochen, da ihnen entsprechende Wahrnehmungsorgane und Bewusstsein fehlen. Die Frage, inwiefern Tiere elementare Bewusstseinseigenschaften haben, galt hingegen lange Zeit als umstritten. Im Jahre 2012 erklärten jedoch eine Reihe von Neurowissenschaftlern und Neurowissenschaftlerinnen in Form der Cambridge Declaration on Consciousness, dass eine Vielzahl nicht-menschlicher Tiere, insbesondere (aber nicht ausschließlich) Säugetiere und Vögel, die neuroanatomische Grundvoraussetzung für das Erleben von Bewusstseinszuständen besitzen.
Zu den Gegnern des Antispeziesismus gehört die Sozialwissenschaftlerin Jutta Ditfurth. Sie wirft ihm in ihrem Buch Entspannt in die Barbarei. Esoterik, (Öko-)Faschismus und Biozentrismus das Infragestellen jeglicher humanistischer Werte vor.